# 홍천 물걸리 삼층석탑
홍천 물걸리 삼층석탑(洪川 物傑里 三層石塔)은 대한민국 강원특별자치도 홍천군 내촌면에 있는 통일신라의 삼층석탑이다. 1971년 7월 7일 대한민국의 보물 제545호로 지정되었다.

## 물걸리사지(物傑里寺址)
석탑이 있는 곳은 통일신라 시대 홍양사지(洪陽寺址)라고 전해오고 있으나, 어떤 문헌이나 기록에서도 찾을 수 없으며, 창건 시기와 폐사 시기 역시 알 수 없다. 그러나, 이 절터에는 삼층석탑을 비롯하여 석조여래좌상, 석조비로자나불좌상, 석조대좌, 석조대좌 및 광배 등이 남아 있어 통일신라 하대에 상당한 규모의 사찰이 존재했던 것으로 짐작할 수 있다.
내촌면은 밀림지대로 있다가 고려 현종 9년(1018)에 홍천현 관할로 되었으며, 명종때 이, 최, 김, 3성의 불교신자가 물걸리(東倉)에 절을 짓고 입주하여 살기 시작하였다.— 홍천군지, 1989.

라는 기록에서 고려 명종 이전에 사찰 이름은 모르나, 사찰이 창건되었음을 알 수 있다. 물걸리사지는 탑둔지, 동창리라 불렸으며, 지금도 행정명과 관련 없는 동창마을로 불린다.

## 사진

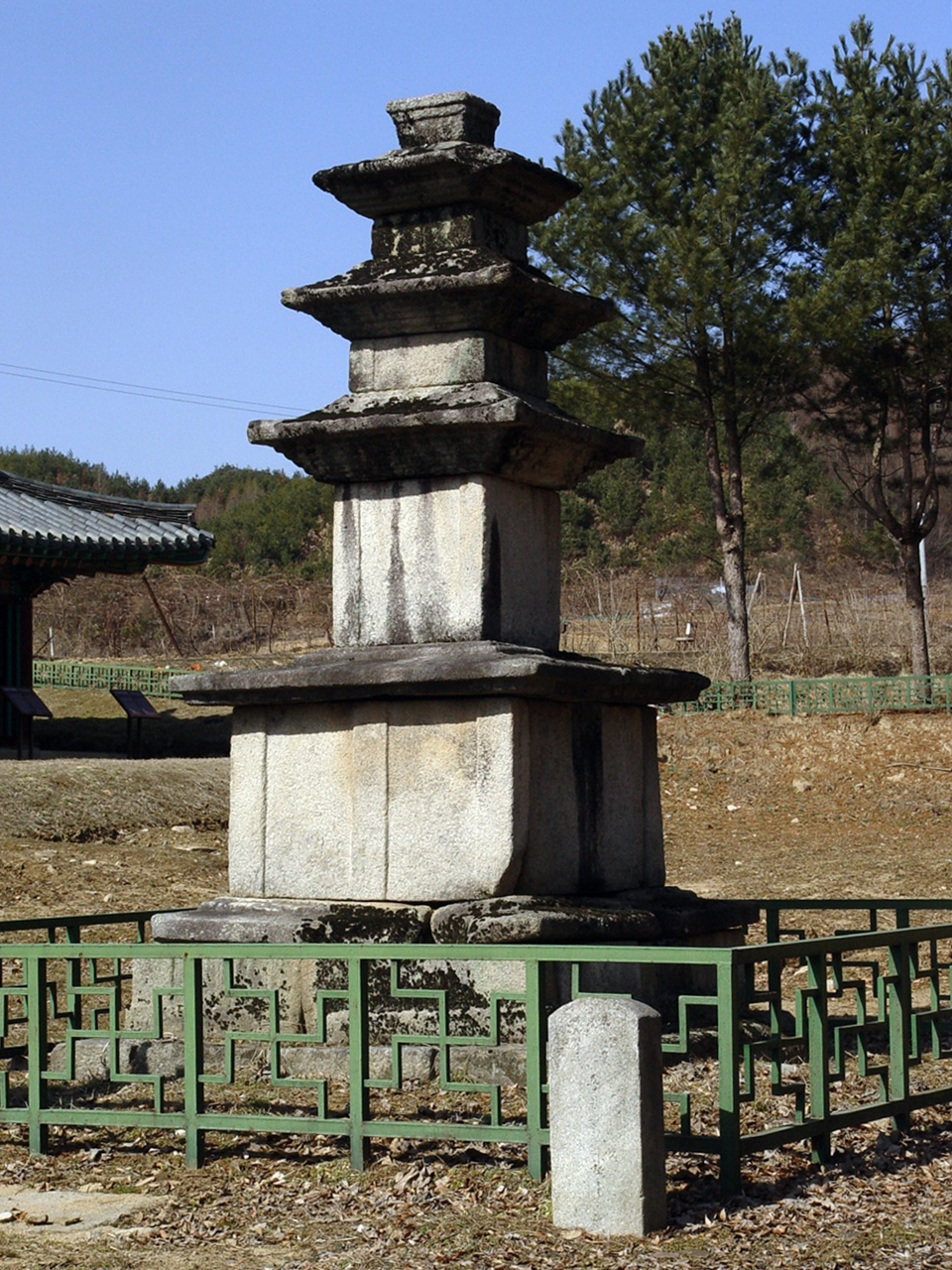

## 같이 보기
- 삼층석탑